# Problème du critère
En épistémologie, le problème du critère est une question relative au point de départ des connaissances. Ceci est une question distincte et plus fondamentale que l'argument de la régression que l'on trouve dans les discussions sur la justification de la connaissance.
Dans sa Theory of Knowledge, le philosophe américain Roderick M. Chisholm détaille le problème du critère avec deux séries de questions :
1. Que savons-nous ? ou Quelle est l'étendue de nos connaissances ?
2. Comment savons-nous ? ou Quel est le critère du savoir ?

Une réponse à l'une des deux séries de questions nous permet de concevoir un moyen de répondre à l'autre. Répondre à la première question est appelé « particularisme » alors que répondre d'abord  à la deuxième question est appelé « méthodisme ». Une troisième solution, considérée intenable par de nombreux philosophes pour son incapacité à donner une explication, est le scepticisme. Un sceptique soutiendra que puisqu'on ne peut avoir de réponse à la première série de questions sans d'abord répondre à la deuxième série et qu'on ne peut espérer répondre à la deuxième série de questions sans d'abord connaître les réponses à la première série, nous sommes, par conséquent, incapables de répondre à l'une ni à l'autre. Cela a pour résultat que nous sommes incapables de justifier l'une quelconque de nos croyances.
Les théories particularistes organisent les choses déjà connues et tentent d'utiliser ces indications de connaissances pour trouver une méthode sur la façon dont nous savons, répondant ainsi à la deuxième série de questions. Les théories méthodistes proposent une réponse à la deuxième série de questions et utilisent celle-ci pour établir ce qu'en fait nous savons. L'empirisme classique adopte l'approche méthodiste.

### Source de la traduction
- (en) Cet article est partiellement ou en totalité issu de l’article de Wikipédia en anglais intitulé « Problem of the criterion » (voir la liste des auteurs).